# Forest (Mississippi)
Forest település az Amerikai Egyesült Államok Mississippi államában, Scott megyében, melynek megyeszékhelye is. Lakosainak száma 5430 fő (2020. április 1.).

## Népesség
A település népességének változása:

| 2010 | 5 684 |
| 2020 | 5 430 |